# 佐々木武夫
佐々木 武夫（ささき たけお、1948年 - ）は、西南学院大学教授。福岡県北九州市出身。

## 概要
九州大学大学院を中退。サンディエゴ州立大学MBA（アメリカ）に訪問研究員として留学する。主に韓国・日本の経営比較研究をしている。
| スタブアイコン | サブスタブ | この項目は、まだ閲覧者の調べものの参照としては役立たない、人物に関連した書きかけの項目です。この項目を加筆・訂正などしてくださる協力者を求めています（P:人物伝/PJ:人物伝）。 |